# 埃特拉
埃特拉（Aethra，希臘文：Αἴθρα）是希臘神話中的一個人物。她是英雄忒修斯的母親。

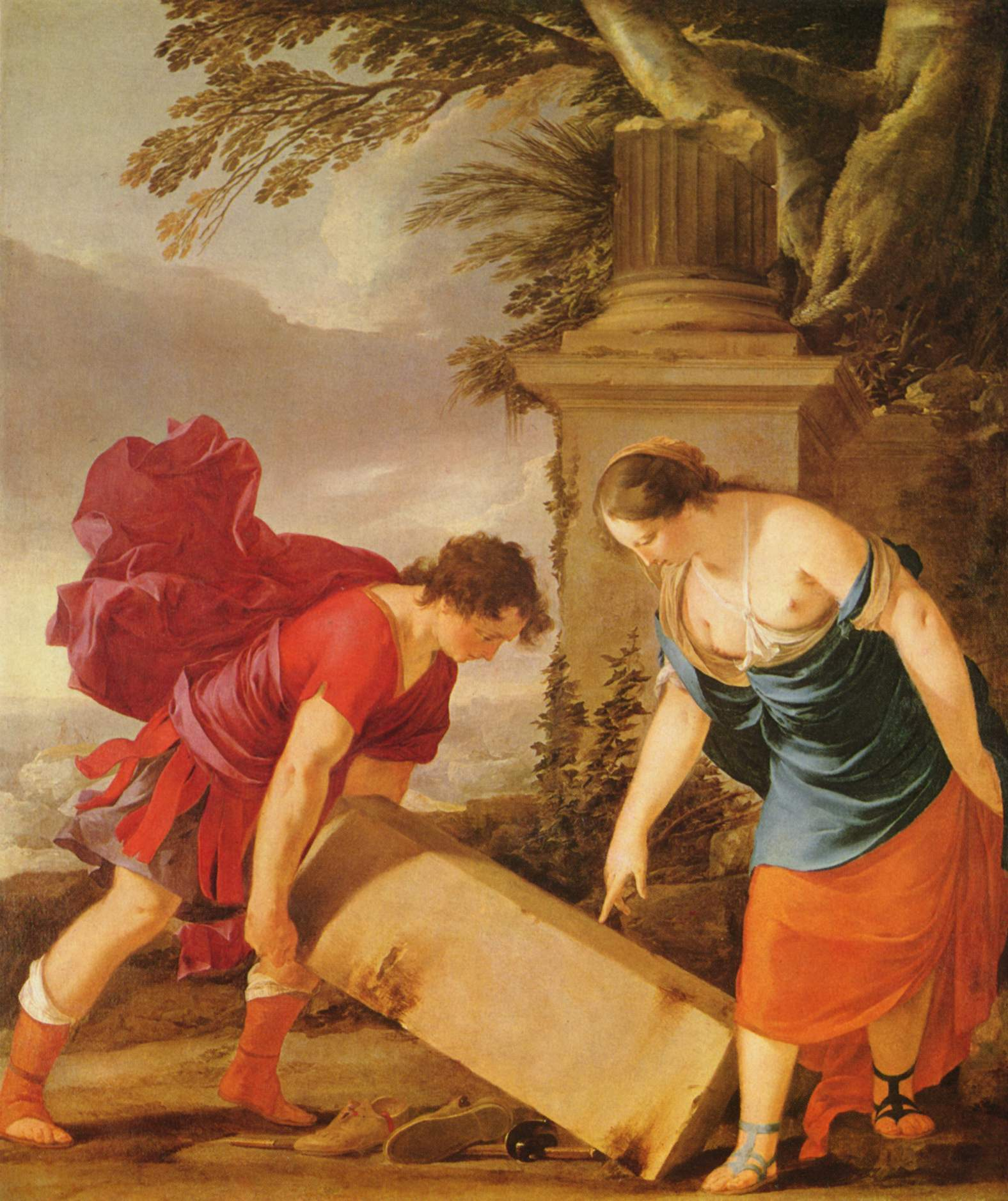
忒修斯與埃特拉

埃特拉的父親是特里津的國王皮透斯，珀羅普斯的一個兒子。當雅典國王埃勾斯來到特里津，皮透斯給了他烈酒讓他喝醉，接著使埃特拉與他陪睡。當晚埃特拉順著雅典娜在夢中給她的指引來到沿岸的一座島，在那裡與波賽頓交合，後生下忒修斯。埃勾斯啟程返回雅典前，將自己的盾與劍藏在一塊巨石下，吩咐埃特拉等忒修斯長大後他必須將盾與劍歸還給自己。於是長大後的忒修斯繼承了盾與劍，成為一名勇士。
有次忒修斯綁架海倫，為了安全起見把她送到埃特拉之處。海倫的兄弟卡斯托耳和波鲁克斯找到了海倫，作為報復劫走了埃特拉，使她作為海倫的侍女。直到特洛伊戰爭時，被孫子得摩豐認出，得摩豐向阿伽門農請求，埃特拉才重獲自由。